# Permanently
Permanently è il terzo album in studio del cantautore statunitense Mark Wills, pubblicato l'11 gennaio 2000.

## Tracce
1. This Can't Be Love – 3:40 (Mark Nesler, Tony Martin)
2. Rich Man – 3:22 (D. Vincent Williams, Rory Feek)
3. The Perfect Conversation – 3:55 (Billy Kirsch)
4. Still Waiting – 3:31 (Harley Allen)
5. Because I Love You – 3:57 (Skip Ewing, Chuck Cannon)
6. Right Here – 3:36 (Billy Simon, Carson Chamberlain, Randy Boudreaux)
7. Time Machine – 3:49 (Tim Mensy, Monty Criswell, T. Martin)
8. Permanently – 3:11 (Steve Bogard, Josh Kear)
9. Almost Doesn't Count – 3:40 (Shelly Peiken, Guy Roche)
10. Forget About Love – 3:23 (Gary Harrison, Jeff Silver, Chip Martin)
11. In My Arms – 4:09 (Mark Wills, Michael White, Monty Criswell)
12. Everything There Is to Know About You – 3:16 (Lewis Anderson, Bob Regan)
13. Back at One – 4:06 (Brian McKnight)

## Classifiche
| Classifica (2000) | Posizione massima |
| ----------------- | ----------------- |
| Stati Uniti       | 23                |